# 아르시노이테리움과
아르시노이테리움과(Arsinoitheriidae)는 멸종된 중각목에 속하는 포유류의 한 과이다. 유해는 중동, 아프리카, 아시아, 루마니아에서 발견되었다. 살아 있었을 때, 이들은 현대 코뿔소와 강하지만 표면적인 유사성을 보였을 것이다. 그러나 이들은 코뿔소 (또는 다른 어떤 말목)와 밀접한 관련이 없었으며, 대신 바위너구리, 코끼리, 바다소, 그리고 아마도 데스모스틸루스과 (아프로테리아상목의 일부)과 더 밀접한 관련이 있을 것이다.

## 화석 기록

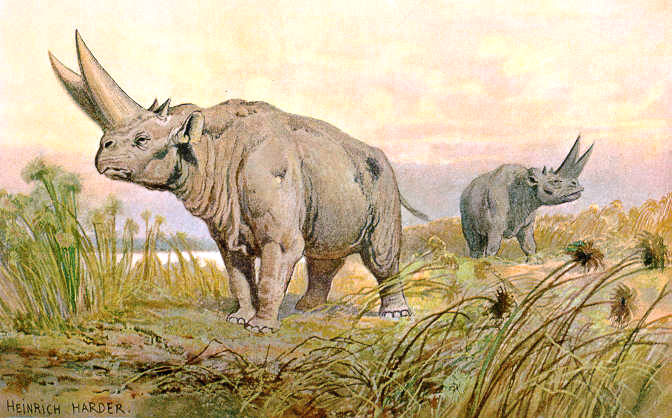
미확인 아르시노이테리움 종의 재구성

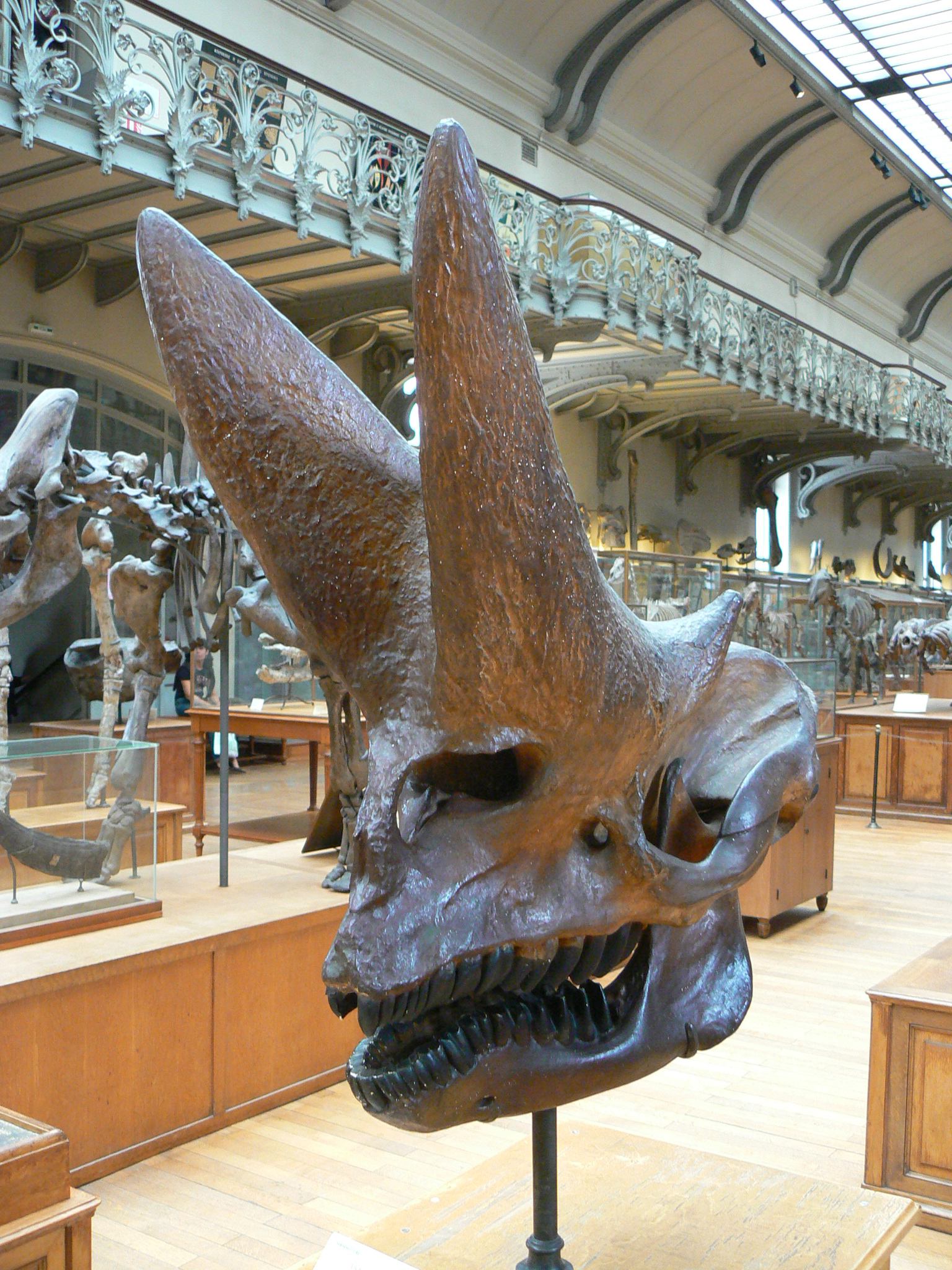
아르시노이테리움의 두개골

마지막 속인 아르시노이테리움은 파이윰의 최신 에오세에서 처음 발견되었으며, 초기 올리고세가 끝나기 전에 화석 기록에서 완전히 사라졌다.

## 어원
그 이름은 이집트의 프톨레마이오스 2세의 아내 여왕 아르시노에 2세를 기리기 위해 지어졌다. 아르시노이테리움의 첫 번째 화석이 그녀의 궁전 유적지 근처에서 발견되었기 때문이다.